# モータービークル
モータービークル (motor vehicle) は、原動機で動き道路を走る（ただしレールを使わない）、四輪以上の乗り物である。ただし、ISOやJISの定義ではこのように四輪以上に限るが、しばしば車輪数を問わず自動二輪車などを含む。
「モータービークル」は文字どおりには「モーターを持つ乗り物」の意味だが、航空機や船舶、あるいは陸上輸送機関であっても鉄道車両は含まない。なお、ここでの「モーター」は「原動機」の意味であり電気モーターに限らない。「エンジン付き車両」と訳せばわかりやすいが、日本語には定まった訳がなく、JISでも「モータ・ビークル」としている。

## 種類
具体的な例として以下のものがある。
- 自動車 (automobile)
- トラック (truck)
- バス (bus)

ISOやJISでは4輪以上に限るが、しばしば車輪数を問わず、自動二輪車（オートバイ）や原動機付自転車（原付）などを含む。スノーモービルのような車輪のないものを含むこともある。排気量50 cc以下かつ最高速度50 km/h以下や、排気量25cc以下などの条件で、小型の2～3輪（日本法では原付に該当）を除外することもある。
モーターの中で最もよく使われるものは内燃機関（エンジン）であるが、電動モーターなどであってもよい。ただし、電動アシスト自転車は含まない。
主に路上で使われる。レールを走る鉄道車両は含まないが、トロリーバスは道路を走るので含まれる。
通常は人や荷物を運搬するのに使われる（自ら運搬するか、積載した車両を牽引する）。道路での運搬を主目的としない農業作業車・建設作業車などを除外することもある。また、制限された敷地でしか使われないか、公道を走るにしてもきわめて短距離・低速の場合（上記のほか、特殊用途の牽引車など）も、除外することがある。

## 関連法規
法的規範の支配下では、様々な車両はそれぞれ、交通や車両に関する法令により法的に規定されている。規定の例として、たとえば以下のようなものがあげられる。
- 運転することを許可される人（通常は大人、対象となる車両に対して効力ある運転免許証を取得していること）
- 運転することを許可される条件（たとえば保険加入、飲酒運転禁止など）
- 運転することが許可される場所
- 速度の制限
- 通行時の優先順位
- 指定された装備の使用（シートベルトやモーターサイクルでのヘルメット着用など）
- 車両の安全基準適合性やナンバープレートの表示など

## JISによる規定
JISではJISD0101自動車の種類に関する用語(制定年月日1964/03/01、最新改正年月日1993/02/01)で自動車に属する、車両として、使用場所により、路上走行[自動]車(road vehicle)と路上外走行[自動]車(off road vehicle)にわけられ、路上走行[自動]車に属するものとしてモータビークル、トレーラ、連結車両、モペッド、モータサイクルが明示されている。
モータビークルとは「4輪又はそれ以上の車輪をもち、普通次の目的に使用される路上走行[自動]車」と定義され、「人及び(又は)物品の輸送に用いられる車両、およびその車両の牽引、および特殊な作業をおこなう車両とされ、備考として3輪車では、空車質量が、400kgを超えるものをモータビークル、400kg以下のものをモータサイクルとして取り扱う」と規定している。なお、上記の [ ]で囲まれた文字は通常省略されるもの。たとえば「路上走行[自動]車」とは「路上走行車と表現される場合もあれば路上走行自動車と表現される場合もあるが路上走行車と表現されることのほうが多い」という意味で使用されている。
JISの上記定義は、JIS文書内で使用する用語の規定であり、法令として定めているものではない。しかしながら、原案は社団法人自動車技術会が作成しているため、特に技術面で自動車業界が踏襲してきた区分をまとめたものとなっている。そのため、業界団体系の文書等では一定範囲で倣っているものである。
モータビークルには乗用車、バス、トラック、特別[自動]車が含まれ、また特別[自動]車には車両運搬車、ごみ収集車、モータキャラバン、脱着ボデー付トラック、コンテナ運搬車などが含まれる。
関連する国際規格として「ISO3833 Road vehicles - Types - Terms and definitions」がある。英語でのモーター・ビークルとはエンジンの付いた車両(ビークル)であり、その下部に自動車(automobile)、モーターサイクル(オートバイ)、原動機付自転車を含むことがある。一方、JISの定義では、自動車(automobile)の下にモータービークルが位置づけられている。モータービークルは自動車の一部であり、モーターサイクル(オートバイ)や原動機付自転車は含まれない。

## 日本語との対訳例
在福岡米国領事館作成のWebページでは、「自分のモータービークルでアメリカ旅行ができますか?」との質問で「モータービークル」の語に対して「自動車、トレーラー、航空機、バイク、ボート、類似の輸送器機」を充てている。なお「自分のモータービークルでアメリカ旅行ができますか?」は「自分の自動車でアメリカ旅行ができますか?」と言い換えており、モータービークル訳として日本語での表現について一語で適訳がなく、ゆれを生じさせるひとつの例となっている。